# 피오나관코박쥐
피오나관코박쥐(Murina fionae)는 애기박쥐과에 속하는 박쥐의 일종이다. 인도차이나에 널리 분포한다.

## 특징
작은 크기의 박쥐로 몸길이는 41mm와 54mm 사이이고, 전완장은 34.5mm와 40.1mm 사이이다. 꼬리 길이는 33.7~40.6mm, 발 길이는 7.8~9.3mm, 귀 길이는 12.1~15.6mm, 몸무게는 최대 6.6g이다.